# Soezdal (Tisjtsjenko)
Soezdal is een compositie van Boris Tisjtsjenko.

## Film
Tisjtsjenko schreef de muziek voor de gelijknamige kortdurende film van Solomon Abramovitsj Shuster (1934-1995), een film dat een portret weergeeft van de stad Soezdal. De stad kent een lange traditie in geloof en ketterij. De stad werd voor het eerst genoemd rond het jaar 1000 als stad van kerken, belegeringstorens en donkere sagen. De stad speelde gedurende de geschiedenis dan weer een voorname rol om vervolgens weer te vervallen en daarna weer haar rol op te eisen.

## Muziek
De componist schreef een kleine suite, die een zeer goede orkestratietechniek laat horen. Het is geschreven voor een kamerorkest en solisten, waarin het oog voornamelijk gericht is op de details (overeenkomstig de film). De wijze van orkestreren vertoont overeenkomsten met die van Dmitri Sjostakovitsj, die een groot orkest als kamerensemble kon laten spelen. Tisjtsjenko studeerde destijds bij Sjostakovitsj, vandaar. Zo minutieus als de muziek is, zo indringend zijn de liederen voor sopraan en tenor.
De suite bestaat uit negen secties: Oude steden, Zwarte specht, Eerste Soezdallied (voor tenor), Zwarte specht, fantasiedieren, Tweede Soezdallied (voor sopraan), Dageraad aan de Nerl, Toneel van versieringen, Zwarte specht.

### Orkestratie
- sopraan, tenor
- hobo, 2 klarinetten, fagot
- hoorn, trompet,
- buisklokken, harp, piano
- viool

## Discografie
- Uitgave Northern Flowers, Valentina Kozyreva (sopraan), Anatoli Manoechov (tenor), leden van het Kirov Opera Kamerorkest o.l.v. Igor Blazhkov in een opname uit 1967.